# مارني نيكسون
مارني نيكسون (بالإنجليزية: Marni Nixon)‏ هي معلمة موسيقى ومغنية أوبرا ومغنية وممثلة أمريكية، ولدت في 22 فبراير 1930 في الولايات المتحدة، وتوفيت في 24 يوليو 2016 بنيويورك في الولايات المتحدة بسبب سرطان الثدي.

## أعمال

### أفلام
- (1950) سندريلا[4][5][6][7]
- (1951) أليس في بلاد العجائب[8][9][10]
- (1956) الملك وأنا
- (1964) سيدتي الجميلة[11]
- (1964) ماري بوبينز[12][13][14]
- (1965) صوت الموسيقى[15][16][17]
- (1998) مولان[18][19][20][21]

## وصلات خارجية
- مارني نيكسون على موقع IMDb (الإنجليزية)
- مارني نيكسون على موقع ميوزك برينز (الإنجليزية)
- مارني نيكسون على موقع أول موفي (الإنجليزية)
- مارني نيكسون على موقع قاعدة بيانات برودواي على الإنترنت (الإنجليزية)
- مارني نيكسون على موقع قاعدة بيانات الأفلام السويدية (السويدية)
- مارني نيكسون على موقع إن إن دي بي (الإنجليزية)
- مارني نيكسون على موقع ديسكوغز (الإنجليزية)
- مارني نيكسون على موقع قاعدة بيانات الفيلم (الإنجليزية)
- مارني نيكسون على موقع كينوبويسك (الروسية)